# Zeven Torens
Zeven Torens was de hoofdstad van Malkier, een fictieve natie in de bekende fantasy boekenserie het Rad des Tijds , geschreven door Robert Jordan. Zeven Torens - de naam zegt het al - werd gekenmerkt door zeven hoge torens. Het was de residentie van de koninklijke familie en het hart van Malkier. De Zeven Torens lagen ten noorden van de Shienaraanse vesting Fal Dara.
Nadat Malkier door de Verwording werd overwonnen en Trolloks het land veroverden, werden de Zeven Torens door de Trolloks in brand gestoken. Slechts gebroken ruïnes herinnerden daarna nog aan Malkier. Ook de duizend meren werden door de Verwording aangetast. 
Wanneer Rhand Altor later het Oog van de Wereld verovert, worden de torens deels in ere hersteld, maar ze blijven gebroken.